# Ibrachina Futebol Clube
O Ibrachina Futebol Clube, ou simplesmente Ibrachina, é um clube de futebol brasileiro sediado no bairro da Mooca, em São Paulo.

## História
Foi fundado, em 16 de setembro de 2020, pelos irmãos e empresários chineses Henrique e Thomas Law, como um braço esportivo do Instituto Sociocultural Brasil-China (Ibrachina). O objetivo principal do clube é promover a integração entre os povos e culturas chinesas, brasileiras e de países de língua portuguesa, além de servir como celeiro de revelação e formação de novos jogadores.
Inicialmente, apenas as categorias de base disputaram alguns torneios como Associação Paulista de Futebol e Paulista Cup, além de alguns amistosos, sendo um deles contra o Juventus.
O clube filiou-se à Federação Paulista de Futebol (FPF), em junho de 2021 com licença exclusiva para disputar campeonatos de base. Em agosto de 2021, participou de sua primeira competição: o Campeonato Paulista Sub-20, caindo ainda na primeira fase.
No final de 2021, a Ibrachina Arena foi anunciada como sede da Copa São Paulo de Juniores de 2022 (Copinha) e o clube joga pela primeira vez como time-sede no grupo 30, juntamente com Inter de Limeira, Náutico e Serranense.
Na Copinha, venceu todos os jogos e passou como líder do grupo, com 100% de aproveitamento. Porém, caiu na segunda fase para o Oeste, nos pênaltis, após empate por 1–1 no tempo normal.
Após o sucesso na Copinha, em janeiro de 2022, fechou parceria com o Rio Branco VN de Venda Nova do Imigrante, campeão do Campeonato Capixaba de 2021. O clube já trabalha em parceria com o Orlando City, da Major League Soccer, sediando a escolinha da equipe no Brasil.
Com pouco mais de dois anos de existência e de filiação à Federação Paulista de Futebol (FPF), tem se destacado nos campeonatos de base em São Paulo
O clube tem um mascote, apelidado de "Dragol", que anima a torcida nos jogos e faz sucesso com as crianças com suas apresentações nos dias de jogos.

## Ibrachina Arena

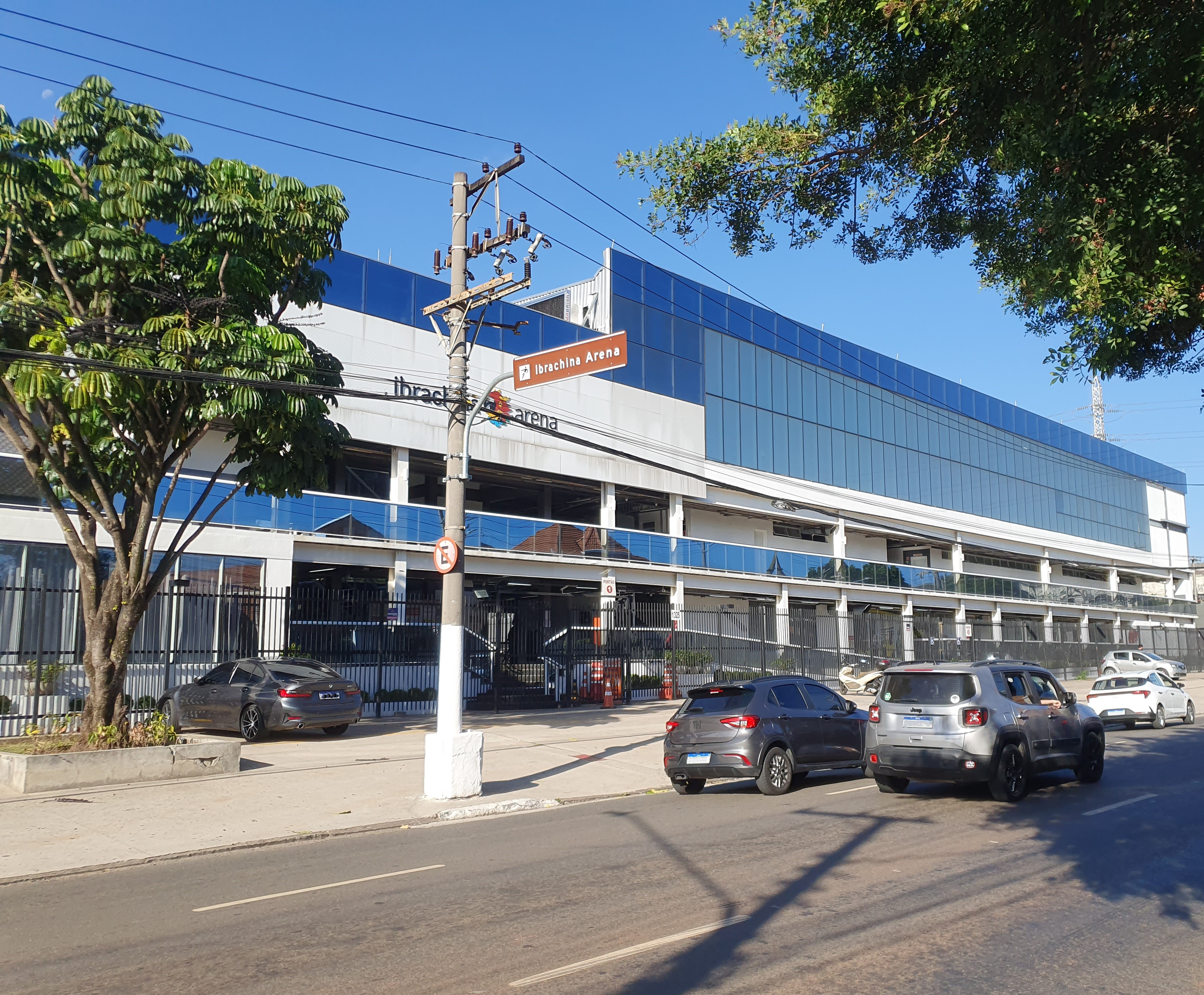
Entrada da Ibrachina Arena na Rua Borges de Figueiredo

O clube manda seus jogos na Ibrachina Arena, um complexo poliesportivo de 12 000 metros quadrados homologado pela Federação Internacional de Futebol (FIFA), localizado no bairro paulistano da Mooca.
A arena foi inaugurada em 16 de fevereiro de 2019. Desde 2022, passou a sediar regularmente alguns jogos da Copa São Paulo de Juniores.

## Participações
| Competição | Competição                            | Temporadas | Melhor campanha         | Anos      |
| ---------- | ------------------------------------- | ---------- | ----------------------- | --------- |
| São Paulo  | Campeonato Paulista de Futebol Sub-20 | 2          | Quartas de final (2022) | 2021–2022 |
| São Paulo  | Copa São Paulo de Futebol Júnior      | 2          | Oitavas de final (2023) | 2022–2023 |